# Are You Experienced
Are You Experienced prvi je studijski album britansko-američkog rock sastava The Jimi Hendrix Experience. Album je izašao 12. svibnja 1967. godine, a od nekoliko izdavača univerzalno izdanje objavila je diskografska kuća Track Records.
Na materijalu je naglašen Hendrixov R&B i psihodelični stil sviranja gitare. Ubrzo nakon objavljivanja albuma, Jimi Hendrix postaje velika međunarodna zvijezda.
Godine 2003., časopis Rolling Stone uvrstio ga je na #15 popisa "500 najboljih albuma svih vremena", dok je 2005. godine album izabran za trajno čuvanje u "National Recording Registry" u Kongresnoj knjižnici u Sjedinjenim Državama.

## Povijest
Nakon što je Chas Chandler (bivši basist sastava The Animals), Jimiu Hendrixu postao menadžer te ga nagovorio da dođe u London, na njegovu inicijativu iste godine u mjesecu rujnu osnovan je trio The Jimi Hendrix Experience, kojeg su uz Hendrixa na solo gitari činili još Noel Redding na bas-gitari i Mitch Mitchell na bubnjevima. Sastav potpisuje ugovor s novonastalom izdavačkom kućom Track Records, čiji su vlasnici bili Kit Lambert i Chris Stamp (menadžeri sastava The Who). Međutim svoja prva izdanja ne objavljuju za tu kuću već za Polydor. Sastav je objavio tri singla koja su završila na top 10 britanske top ljestvice. 16. prosinca 1966. godine objavljuju svoj prvi singl "Hey Joe" (B-strana "Stone Free"), koji je završio na šestom mjestu britanske top ljestvica, dok je sljedeće godine 17. ožujka na trećem mjestu završila Hendrixova autorska tema "Purple Haze" (B-strana "51st Anniversary"). 5. svibnja 1967. godine izdaju svoj treći singl koji je završio na top 10 ljestvici "The Wind Cries Mary" (B-strana "Highway Chile"), a on je ujedno prvi kojeg objavljuje izdavačka kuća Track records.
Tijekom snimanja ovih singlova sastav je također radio na materijalu kojeg će objaviti na svom prvom studijskom albumu.

## O albumu
Album je objavljen 12. svibnja 1967. godine. Sniman je u studiju De Lane Lea i CBS & Olympic u Londonu. Na njemu su kao tehničari radili Dave Siddle i Mike Ross, dok je producent bio Chas Chandler. Za razliku od Sjedinjenih Država u Velikoj Britaniji i ostatku svijeta album je izdan bez prethodno tri objavljena singla te se umjesto njih na popisu nalaze "Red House", "Can You See Me" i "Remember". Sastav ubrzo po objavljivanju albuma postiže veliku popularnost širom svijeta, a Are You Experienced dolazi na #2 britanske top ljestvice albuma, odmah iza Beatlesovog albuma Sgt. Pepper's Lonely Hearts Club Band. Album je 1. rujna 1967. godine objavljen u Sjedinjenim Državama.
Album iz 1993. godine kojeg je objavio producent Alan Douglas, iako različitog redosljeda, uključuje pjesme britanske i američka verzije. Ovaj album također sadrži i B-strane objavljenih singlova. Omot američkog izdanja albuma razlikuje se od britanskog, a redoslijed pjesama (za razliku od britanskog) poredan je mimo Hendrixovog znanja. Nakon što je Hendrixova obitelj dobila sva prava na objavljene ploče, 1997. godine izlazi nova verzija albuma s novim omotom, redoslijedom pjesma i knjižicom u kojoj su uključeni svi tekstovi.
Hendrixov doprinos na albumu bio je revolucionaran te je njegovo sviranje gitare kasnije imalo utjecaj na brojne glazbenike. Gitarski riff u uvodu skladbe "Foxy Lady", kasnije je promijenio standarde hard rock glazbe, dok su riffovi u "Manic Depression" i "I Don't Live Today" nadahnuli heavy metal gitarsku poetiku. Skladba "Third Stone From The Sun" bila je iznimna psihodelična gitarska tema, a "Red House" imala je veliki utjecaj kojim će se putem kasnije razvijati blues rock. Na albumu je također prikazana tehnika sviranja potpuno slobodnih improvizacija u kojima se koristila distorzija i feedbackovi te nova studijska tehnika. Solo u naslovnoj skladbi Hendrix je odsvirao unatrag te kasnije ubačen u temu. Album je s minimalnim budžetom imao iznimne zvučne efekte i revolucionarni gitarski zvuk.

### Američko i kandasko izdanje
Tek što je sastav završio nastup na "Monterey Pop" festivalu i lipnju 1967. godine američko-kanadska diskografska kuća Reprise Records (osnivač Frank Sinatra), pripremila je objavljivanje albuma uz značajne izmjene. U Velikoj Britaniji album je u psihodeličnom izdanju već bio objavljen. Omot za američko izdanje osmislio je fotograf Karl Ferris (čije se slike nalaze na sva tri Experiencova albuma). Omot prikazuje infracrvenu fotografiju u boji.
S popisa pjesama uklonjene su "Red House", "Can You See Me" i "Remember" kako bi se napravilo mjesta za tri ranije objavljena hit singla. Skladba "Red House" s popisa je bila uklonjena protiv Hendrixove želje, nakon čega je izjavio da u SAD-u i Latinskoj Americi ne vole baš blues.

### CD izdanje
Američko-kanadsko CD izdanje identično je s originalnim LP stereo verzijama albuma, dok europsko CD izdanje koristi originalni britanski popis pjesama, ali je zamijenjen s remiksanim stereo verzijama pjesama (osim "Red House" koja je u izvornoj mono verziji i "Remember" koja je obrađena u stereo zvuk).
Godine 1993. producent Alan Douglas objavljuje album gdje su skladbe poredane kronološki počevši s A i B stranama prva tri singla izdana u Velikoj Britaniji.
Nakon što je Jimiev otac Al Hendrix dobio autorska prava na glazbeni katalog svoga sina, album Are You Experienced ponovno je objavljen 1997. godine od izdavačke kuće Universal Music Group. Album uključuje sve pjesme objavljene na američkom i britanskom izdanju.

## Opažanja
Are You Experienced često se navodi kao jedan od najboljih debi rock albuma svih vremena. Glazbeni TV kanal VH1 2001. godine stavio ga je na peto mjesto najboljih albuma svih vremena. Časopis Roling Stones 2003. godine stavlja ga na #15 popisa "500 najboljih albuma svih vremena". Također časopis Guitarist 1994. godine stavlja ga na #1 popisa "najutjecajniji gitarski albumi svih vremena", a to isto čini i Mojo časopis na svom sličnom popisu "100 najboljih gitarskih albuma svih vremena". Časopis Cream stavlja ga na #6 popisa "deset najboljih metal albuma 1960-ih". Časopis Vibe uključuje ga u popis 100 najutjecajnih albuma 20. stoljeća, dok ga popularni glazbeni časopis NME stavlja na #29 popisa "najboljih albuma svih vremena".

## Popis pjesama
Sve pjesme skladao je i napisao Jimi Hendrix, osim "Hey Joe" kojoj je autor Billy Roberts.
| Britansko i međunarodno izdanje Strana prva: 1. "Foxy Lady" 3:22 2. "Manic Depression" 3:46 3. "Red House" 3:53 4. "Can You See Me" 2:35 5. "Love or Confusion" 3:17 6. "I Don't Live Today" 3:58 Strana druga: 1. "May This Be Love" 3:14 2. "Fire" 2:47 3. "Third Stone from the Sun" 6:50 4. "Remember" 2:53 5. "Are You Experienced?" 4:17 Izdanje MCA Recordsa iz 1997. godine 1. "Hey Joe" 3:30 2. "Stone Free" 3:36 3. "Purple Haze" 2:51 4. "51st Anniversary" 3:15 5. "The Wind Cries Mary" 3:20 6. "Highway Chile" 3:32 | Sjevernoameričko izdanje Strana prva: 1. "Purple Haze" 2:46 2. "Manic Depression" 3:46 3. "Hey Joe" 3:23 4. "Love or Confusion" 3:15 5. "May This Be Love" 3:14 6. "I Don't Live Today" 3:55 Strana druga: 1. "The Wind Cries Mary" 3:21 2. "Fire" 2:34 3. "Third Stone from the Sun" 6:40 4. "Foxy Lady" 3:15 5. "Are You Experienced?" 3:55 Izdanje MCA iz 1997. godine 1. "Stone Free" 3:35 2. "51st Anniversary" 3:15 3. "Highway Chile" 3:32 4. "Can You See Me" 2:32 5. "Remember" 2:48 6. "Red House" 3:51 | Izdanje Alana Douglasa iz 1993. godine 1. "Hey Joe" 3:34 2. "Stone Free" 3:39 3. "Purple Haze" 2:54 4. "51st Anniversary" 3:18 5. "The Wind Cries Mary" 3:24 6. "Highway Chile" 3:35 7. "Foxey Lady" 3:22 8. "Manic Depression" 3:46 9. "Red House" 3:53 10. "Can You See Me" 2:35 11. "Love or Confusion" 3:17 12. "I Don't Live Today" 3:58 13. "May This Be Love" 3:14 14. "Fire" 2:47 15. "Third Stone from the Sun" 6:50 16. "Remember" 2:53 17. "Are You Experienced?" 4:17 |

## Izvođači
Sve pjesme obilježene su brojevima s popisa britanskog i međunarodnog izdanja.
The Jimi Hendrix Experience
- Jimi Hendrix – prvi vokal, električna gitara, prateći vokali u skladbi 1, pljeskanje u skladbi 6, u skladbi 9 govori "Star Fleet", piano u skladbi 11
- Noel Redding – Bas gitara, prateći vokali u skladbama 1, 8 i 14
- Mitch Mitchell – bubnjevi, dajre u skladbama 4, 7, 10 i 13, prateći vokali u skladbi 6, zvono u skladbi 13

Produkcija
- Chas Chandler - producent, u skladbi 9 govori "Scout Ship"
- Dave Siddle - tehničar u skladbama 2, 4, 5, 6, 8, 10, 12, 13, 14, 15 i 16
- Eddie Kramer - tehničar u skladbama 7, 11 i 17, pomoćni tehničar u skladbama 5, 8, 9 i 14
- Mike Ross - tehničar u skladbama 1, 3 i 9

## Vanjske poveznice
- Discogs.com - Recenzija albuma
- Video.aol.com - The Karl Ferris Experience